# Lac de Trebecco
Le lac de Trebecco est un lac de barrage italien situé dans le Val Tidone (it), dans les provinces de Plaisance et de Pavie. Il est créé par la retenue du barrage du Molato sur le cours du Tidone.

## Source
- (it) Cet article est partiellement ou en totalité issu de l’article de Wikipédia en italien intitulé « Lago di Trebecco » (voir la liste des auteurs).